# Electric Ballroom

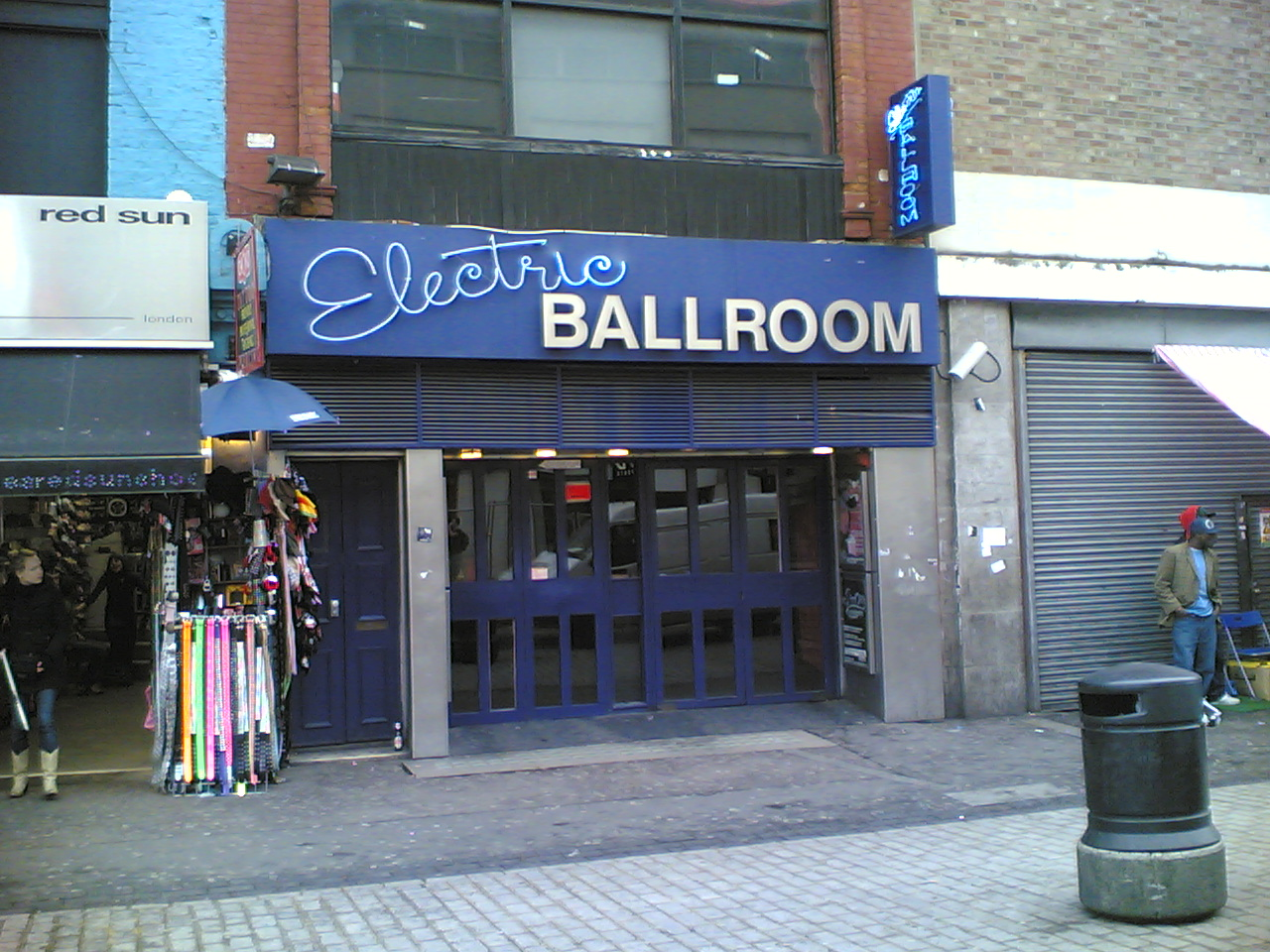
Fachada do Electric Ballroom em 2006

O Electric Ballroom é uma casa de shows com capacidade para 1 500 pessoas (principalmente para bandas de rock) e mercado interno localizado em 184 Camden High Street em Camden Town, Londres, Inglaterra.
O Electric Ballroom abriu as portas há mais de setenta anos, período durante o qual tem sido utilizado de diferentes maneiras.